# Globe Soccer Awards
O Globe Soccer Awards, popularmente conhecido como Dubai D'or, é uma premiação de futebol organizada pela Associação Europeia de Clubes (ECA) em conjunto com a Associação Europeia de Empresários de Jogadores (EFAA) e entregue pela organização Globe Soccer. A cerimônia é realizada na cidade de Dubai, nos Emirados Árabes Unidos, que reúne os principais representantes do mundo do futebol (FIFA, ECA, UEFA), a Liga dos Emirados Árabes, grandes clubes mundiais e seus dirigentes, incentivando uma troca de pontos de vista sobre o mundo do futebol como um objetivo principal, juntamente com questões relacionadas a transferências e o mercado de futebol.
A primeira reunião foi realizada em 2009, mas os primeiros prêmios só foram entregues em 2010, tendo sido entregues três. Em 2011, o número de troféus e categorias aumentou, chegando a seis. A edição de 2012 entregou um número grande, chegando até 19 categorias relacionadas a futebol.

## História
Fundado em 2010 por Tommaso Bendoni e Ricardo Silva, a primeira edição do Globe Soccer Awards começou com três categorias, expandindo para seis em 2011 e dez em 2012.  Ao longo dos anos, o número de prêmios e categorias aumentou, refletindo o crescimento e a diversificação do futebol global. O foco no futebol feminino no Globe Soccer Awards também aumentou com categorias específicas introduzidas para conquistas no futebol feminino.

## Críticas
O Globe Soccer Awards foi criticado por suposto favoritismo em relação à Cristiano Ronaldo, muitas vezes às custas de outros jogadores de futebol. Ao longo dos anos, várias instâncias alimentaram alegações de que os prêmios priorizam o reconhecimento de Ronaldo em vez de conquistas baseadas em mérito, levando a uma crescente percepção de preconceito.
Um exemplo notável ocorreu durante a cerimônia de 2020, onde Cristiano foi controversamente premiado com o título de "Jogador do Século". Os críticos argumentaram que outros jogadores, como Lionel Messi e Andres Iniesta, tiveram contribuições comparáveis ou superiores durante o mesmo período. Esta decisão foi amplamente percebida como refletindo a preferência dos prêmios pelo apelo comercial de Ronaldo em vez da avaliação objetiva de suas realizações.

## Processo de Seleção
Os prêmios são concedidos a indivíduos e entidades do futebol por suas realizações. O processo de seleção dos ganhadores dos prêmios envolve duas etapas de votação, nas quais participam fãs de futebol de todo o mundo. Na primeira etapa, o público seleciona os finalistas de um conjunto de indicados. Na segunda etapa, a decisão final é tomada por votos do público e por um júri composto por profissionais do futebol, como jornalistas, empresários, treinadores e ex-jogadores.

## Vencedores

### 2010
- Em dezembro de 2010, durante o evento de encerramento, a Audi Football Night, foram anunciados os vencedores do Globe Soccer Awards[13]:

| Prêmio                                        | Vencedor               | Equipe             |
| --------------------------------------------- | ---------------------- | ------------------ |
| Melhor Empresário do Ano                      | Jorge Mendes           | —                  |
| Melhor Dirigente do Ano                       | Miguel Ángel Gil Marín | Atlético de Madrid |
| Prêmio de Melhor Carreira de Diretor de Clube | Adriano Galliani       | Milan              |

### 2011
- Em dezembro de 2011, foram entregues 6 prêmios em Dubai[14]:

| Prêmio                            | Vencedor             | Equipe      |
| --------------------------------- | -------------------- | ----------- |
| Melhor Jogador do Ano             | Cristiano Ronaldo    | Real Madrid |
| Maior Atração da Media no Futebol | Cristiano Ronaldo    | Real Madrid |
| Melhor Clube do Ano               | Barcelona            | —           |
| Prêmio de Carreira de Jogador     | Alessandro Del Piero | Juventus    |
| Melhor Empresário do Ano          | Jorge Mendes         | —           |
| Carreira de Dirigente             | Pinto da Costa       | Porto       |

### 2012
- Em dezembro de 2012, foram entregues 10 prêmios em Dubai[15]:

| Prêmio                                       | Vencedor           | Equipe             |
| -------------------------------------------- | ------------------ | ------------------ |
| Melhor Jogador do Ano                        | Radamel Falcao     | Atlético de Madrid |
| Melhor Clube do Ano                          | Atlético de Madrid | —                  |
| Prêmio de Carreira de Jogador                | Éric Abidal        | Barcelona          |
| Melhor Jogador do Século XX                  | Diego Maradona     | —                  |
| Melhor Empresário do Ano                     | Jorge Mendes       | —                  |
| Prêmio de Carreira de Empresário             | Rob Jansen         | —                  |
| Melhor Treinador do Ano                      | José Mourinho      | Real Madrid        |
| Melhor Artilheiro dos Emirados Árabes Unidos | Hassan Mohamed     | Dubai CSC          |
| Maior Atração da Media no Futebol            | José Mourinho      | Real Madrid        |
| Prêmio de Carreira de Jogador                | Michel Platini     | —                  |

### 2013
- Em dezembro de 2013, foram entregues 11 prêmios em Dubai[16]:

| Prêmio                            | Vencedor           | Equipe                 |
| --------------------------------- | ------------------ | ---------------------- |
| Melhor Jogador do Ano             | Franck Ribéry      | Bayern de Munique      |
| Melhor Empresário do Ano          | Jorge Mendes       | —                      |
| Prêmio de Carreira de Empresário  | Giovanni Branchini | —                      |
| Prêmio de Carreira de Jogador     | Deco               | Fluminense             |
| Melhor Treinador do Ano           | Antonio Conte      | Juventus               |
| Prêmio de Carreira de Treinador   | Pep Guardiola      | Bayern de Munique      |
| Maior Atração da Media no Futebol | Pep Guardiola      | Bayern de Munique      |
| Melhor Clube do Ano               | Bayern de Munique  | —                      |
| Prêmio de Carreira de Jogador     | Xavi               | Barcelona              |
| Melhor treinador do GCC           | Mahdi Ali          | Emirados Árabes Unidos |
| Jogador favorito dos fãs          | Cristiano Ronaldo  | Real Madrid            |

### 2014
- Em dezembro de 2014, foram entregues 13 prêmios em Dubai[17]:

| Prêmio                            | Vencedor           | Equipe            |
| --------------------------------- | ------------------ | ----------------- |
| Melhor Jogador do Ano             | Cristiano Ronaldo  | Real Madrid       |
| Jogador favorito dos fãs do Marca | Cristiano Ronaldo  | Real Madrid       |
| Melhor Empresário do Ano          | Jorge Mendes       | —                 |
| Prêmio de Carreira de Jogador     | Filippo Inzaghi    | —                 |
| Melhor Treinador do Ano           | Carlo Ancelotti    | Real Madrid       |
| Maior Atração da Media no Futebol | Carlo Ancelotti    | Real Madrid       |
| Melhor Clube do Ano               | Real Madrid        | —                 |
| Melhor Presidente do Ano          | Florentino Pérez   | Real Madrid       |
| Melhor Jogador Revelação do Ano   | James Rodríguez    | Real Madrid       |
| Melhor Árbitro do Ano             | Nicola Rizzoli     | —                 |
| Melhor Executivo de Mídia         | Riccardo Silva     | —                 |
| Melhor Jogador Árabe do Ano       | Medhi Benatia      | Bayern de Munique |
| Prêmio Especial                   | Atlético de Madrid | —                 |
| Prêmio Especial                   | Riccardo Montolivo | Milan             |
| Prêmio Especial                   | Vadim Vasilyev     | Monaco            |

### 2015
- Em dezembro de 2015, foram entregues 12 prêmios em Dubai[19][20]:

| Prêmio                                              | Vencedor             | Equipe        |
| --------------------------------------------------- | -------------------- | ------------- |
| Melhor Jogador do Ano                               | Lionel Messi         | Barcelona     |
| Melhor Empresário do Ano                            | Jorge Mendes         | —             |
| Prêmio de Carreira de Jogador                       | Andrea Pirlo         | New York City |
| Prêmio de Carreira de Jogador                       | Frank Lampard        | New York City |
| Melhor Treinador do Ano                             | Marc Wilmots         | Bélgica       |
| Melhor Atração de Mídia no Futebol                  | Barcelona            | —             |
| Melhor Executivo de Mídia                           | Javier Bordas        | —             |
| Melhor Clube do Ano                                 | Barcelona            | —             |
| Melhor Presidente do Ano                            | Josep Maria Bartomeu | Barcelona     |
| Melhor Árbitro do Ano                               | Ravshan Irmatov      | —             |
| Melhor Academia de Clube                            | Benfica              | —             |
| Melhor Jogador do Ano do GCC                        | Yasser Al-Shahrani   | Al-Hilal      |
| Prêmio de Melhor Clube do Mercado de Transferências | Monaco               | —             |

### 2016
- Em dezembro de 2016, foram entregues 15 prêmios em Dubai[21]:

| Prêmio                                   | Vencedor          | Equipe               |
| ---------------------------------------- | ----------------- | -------------------- |
| Melhor Jogador do Ano                    | Cristiano Ronaldo | Real Madrid          |
| Prêmio de Boa Vontade                    | Cristiano Ronaldo | Real Madrid          |
| Melhor Clube do Ano                      | Real Madrid       | —                    |
| Melhor Presidente do Ano                 | Florentino Pérez  | Real Madrid          |
| Melhor Treinador do Ano                  | Fernando Santos   | Portugal             |
| Melhor Árbitro do Ano                    | Mark Clattenburg  | —                    |
| Melhor Jogador do Ano do GCC             | Omar Abdulrahman  | Al Ain               |
| Melhor Clube do Ano do GCC               | Al-Hilal          | —                    |
| Melhor Jogador Árabe do Ano              | Mohamed Salah     | Roma                 |
| Melhor Jogador Chinês do Ano             | Zheng Zhi         | Guangzhou Evergrande |
| Melhor Empresário do Ano                 | Mino Raiola       | —                    |
| Prêmio de Carreira de Jogador            | Javier Zanetti    | —                    |
| Prêmio de Carreira de Jogador            | Samuel Eto'o      | Antalyaspor          |
| Prêmio Especial                          | Unai Emery        | Paris Saint-Germain  |
| Melhor Agência de Mídia Esportiva do Ano | MP & Silva        | —                    |

### 2017
- Em dezembro de 2017, foram entregues 14 prêmios em Dubai[22]:

| Prêmio                                | Vencedor          | Equipe                                       |
| ------------------------------------- | ----------------- | -------------------------------------------- |
| Melhor Jogador do Ano                 | Cristiano Ronaldo | Real Madrid                                  |
| Melhor Clube do Ano                   | Real Madrid       | —                                            |
| Melhor Treinador do Ano               | Zinedine Zidane   | Real Madrid                                  |
| Melhor Liga do Ano                    | La Liga           | —                                            |
| Melhor Árbitro do Ano                 | Felix Brych       | —                                            |
| Prêmio de Carreira de Jogador         | Francesco Totti   | —                                            |
| Prêmio de Carreira de Jogador         | Carles Puyol      | —                                            |
| Prêmio de Carreira de Treinador       | Marcello Lippi    | China                                        |
| Melhor Treinador da Seleção Árabe     | Héctor Cúper      | Egito                                        |
| Melhor Seleção Árabe                  | Arábia Saudita    | —                                            |
| Melhor Empresário do Ano              | Jorge Mendes      | —                                            |
| Prêmio de Melhor Executivo de Futebol | Vadim Vasilyev    | Monaco                                       |
| Prêmio de Negócios Esportivos         | Ferran Soriano    | Manchester City New York City Melbourne City |
| Prêmio Especial Master Coach          | Diego Simeone     | Atlético de Madrid                           |

### 2018
- Em janeiro de 2019, foram entregues 13 prêmios em Dubai[23]:

| Prêmio                              | Vencedor           | Equipe               |
| ----------------------------------- | ------------------ | -------------------- |
| Melhor Jogador do Ano               | Cristiano Ronaldo  | Real Madrid Juventus |
| Prêmio Globe Soccer 433 dos fãs     | Cristiano Ronaldo  | Real Madrid Juventus |
| Melhor Clube do Ano                 | Atlético de Madrid | —                    |
| Melhor Treinador do Ano             | Didier Deschamps   | França               |
| Melhor Goleiro do Ano               | Alisson            | Roma Liverpool       |
| Melhor Empresário do Ano            | Jorge Mendes       | —                    |
| Prêmio Especial de Carreira         | Zvonimir Boban     | —                    |
| Prêmio de Carreira de Jogador       | Ronaldo            | —                    |
| Prêmio de Carreira de Jogador       | Blaise Matuidi     | Juventus             |
| Prêmio de Carreira de Treinador     | Fabio Capello      | —                    |
| Melhor Diretor Esportivo do Ano     | Fabio Paratici     | Juventus             |
| Prêmio de Carreira de Jogador Árabe | Sami Al-Jaber      | —                    |
| Melhor Árbitro Árabe do Ano         | Mohammed Abdullah  | —                    |

### 2019
- Em dezembro de 2019, foram entregues 16 prêmios em Dubai[24]:

| Prêmio                                               | Vencedor             | Equipe                     |
| ---------------------------------------------------- | -------------------- | -------------------------- |
| Melhor Jogador Masculino do Ano                      | Cristiano Ronaldo    | Juventus                   |
| Melhor Jogador Revelação                             | João Félix           | Benfica Atlético de Madrid |
| Melhor Jogadora Feminina do Ano                      | Lucy Bronze          | Lyon                       |
| Melhor Árbitro do Ano                                | Stéphanie Frappart   | —                          |
| Prêmio de Carreira de Jogador                        | Miralem Pjanić       | Juventus                   |
| Prêmio de Carreira de Jogador                        | Ryan Giggs           | —                          |
| Prêmio de Melhor Parceria do Ano pela Sport Business | SAP                  | Manchester City            |
| Melhor Empresário do Ano                             | Jorge Mendes         | —                          |
| Melhor Academia do Ano                               | Ajax Benfica         | —                          |
| Melhor Jogador Jovem Árabe do Ano                    | Achraf Hakimi        | Borussia Dortmund          |
| Melhor Clube Árabe                                   | Al-Hilal             | —                          |
| Melhor Jogador Árabe                                 | Abderrazak Hamdallah | Al-Nassr                   |
| Melhor Clube do Ano                                  | Liverpool            | —                          |
| Melhor Treinador do Ano                              | Jürgen Klopp         | Liverpool                  |
| Melhor Goleiro do Ano                                | Alisson              | Liverpool                  |
| Melhor Diretor Esportivo do Ano                      | Andrea Berta         | Atlético de Madrid         |

### 2020
- Em dezembro de 2020, foram entregues 10 prêmios em Dubai[25]:

| Prêmio                                            | Vencedor           | Equipe            |
| ------------------------------------------------- | ------------------ | ----------------- |
| Jogador do Século 2001–2020                       | Cristiano Ronaldo  | Juventus          |
| Jogador do Ano                                    | Robert Lewandowski | Bayern de Munique |
| Prêmio de Carreira de Jogador                     | Iker Casillas      | —                 |
| Prêmio de Carreira de Jogador                     | Gerard Piqué       | Barcelona         |
| Treinador do Século 2001–2020                     | Pep Guardiola      | Manchester City   |
| Treinador do Ano                                  | Hansi Flick        | Bayern de Munique |
| Clube do Século 2001–2020                         | Real Madrid        | —                 |
| Clube do Ano                                      | Bayern de Munique  | —                 |
| Principais vencedores de títulos no Oriente Médio | Al-Ahly            | —                 |
| Empresário do Século 2001–2020                    | Jorge Mendes       | —                 |

### 2021
- Em dezembro de 2021, foram entregues 17 prêmios em Dubai[26]:

| Prêmio                                      | Vencedor             | Equipe                     |
| ------------------------------------------- | -------------------- | -------------------------- |
| Maior artilheiro de todos os tempos         | Cristiano Ronaldo    | Juventus Manchester United |
| Prêmio Maradona de Melhor Artilheiro do Ano | Robert Lewandowski   | Bayern de Munique          |
| Jogador do Ano pelo TikTok                  | Robert Lewandowski   | Bayern de Munique          |
| Treinador do Ano                            | Roberto Mancini      | Itália                     |
| Defensor do Ano                             | Leonardo Bonucci     | Juventus                   |
| Goleiro do Ano                              | Gianluigi Donnarumma | Milan Paris Saint-Germain  |
| Melhor Jogador Masculino do Ano             | Kylian Mbappé        | Paris Saint-Germain        |
| Melhor Jogadora Feminina do Ano             | Alexia Putellas      | Barcelona                  |
| Prêmio de Carreira de Jogador               | Ronaldinho Gaúcho    | —                          |
| Clube Masculino do Ano                      | Chelsea              | —                          |
| Clube Feminino do Ano                       | Barcelona            | —                          |
| Melhor Academia Jovem na África             | ZED                  | —                          |
| Empresário do Ano                           | Federico Pastorello  | —                          |
| Prêmio Especial de Inovação                 | Serie A              | —                          |
| Melhor jogador de eSports do Ano            | Msdossary7           | —                          |
| Diretor Esportivo do Ano                    | Txiki Begiristain    | Manchester City            |
| Seleção do Ano                              | Itália               | —                          |

### 2022
- Em novembro de 2022, foram entregues 20 prêmios em Dubai[27][28]:

| Prêmio                                | Vencedor                       | Equipe              |
| ------------------------------------- | ------------------------------ | ------------------- |
| Melhor Jogador Masculino do Ano       | Karim Benzema                  | Real Madrid         |
| Jogador do Ano pelo TikTok            | Mohamed Salah                  | Liverpool           |
| Melhor Jogadora Feminina do Ano       | Alexia Putellas                | Barcelona           |
| Melhor Defensor de Todos os Tempos    | Sergio Ramos                   | Paris Saint-Germain |
| Prêmio de Carreira de Executivo       | Adriano Galliani               | —                   |
| Prêmio de Carreira de Treinador       | Unai Emery                     | Aston Villa         |
| Melhor Time Juvenil do Ano            | Benfica                        | —                   |
| Melhor Acordo de Transferência do Ano | Erling Haaland                 | Manchester City     |
| Olheiro do Ano                        | Juni Calafat                   | Real Madrid         |
| Diretor Esportivo do Ano              | Paolo Maldini Frederic Massara | Milan               |
| Melhor Presidente do Ano              | Florentino Pérez               | Real Madrid         |
| Melhor Treinador do Ano               | Carlo Ancelotti                | Real Madrid         |
| Clube Masculino do Ano                | Real Madrid                    | —                   |
| Clube Feminino do Ano                 | Lyon                           | —                   |
| Jogador Emergente do Ano              | Victor Osimhen                 | Napoli              |
| Melhor Empresário do Ano              | Jorge Mendes                   | —                   |
| Prêmio CNN Off the Pitch              | Fundação Didier Drogba         | —                   |
| Melhor Executivo do Ano               | José Ángel Sanchez             | Real Madrid         |
| Prêmio de Carreira de Empresário      | René Ramos                     | —                   |
| Prêmio de Carreira de Jogador         | Wayne Rooney                   | —                   |
| Prêmio de Carreira de Jogador         | Zlatan Ibrahimovic             | Milan               |
| Prêmio de Carreira de Jogador         | Romário                        | —                   |

Vencedores dos Prêmios Digitais
- Os vencedores dos Prêmios Digitais de 2022 foram[29][30]:

| Prêmio                                          | Vencedor    |
| ----------------------------------------------- | ----------- |
| Melhor Criador de Futebol do YouTube            | Zabalive    |
| Melhor jogador de eSports do Ano                | Tuga810     |
| Melhor Influenciador de Mídia Social de Futebol | Khaby Lame  |
| Melhor Criador de Futebol do TikTok             | Alnoufali_7 |

### 2023
- Em janeiro de 2024, foram entregues 18 prêmios em Dubai, referentes ao ano de 2023[31]:

| Prêmio                                      | Vencedor            | Equipe                        |
| ------------------------------------------- | ------------------- | ----------------------------- |
| Melhor Jogador Masculino do Ano             | Erling Haaland      | Manchester City               |
| Jogador favorito dos fãs                    | Cristiano Ronaldo   | Al-Nassr                      |
| Melhor Jogadora Feminina do Ano             | Aitana Bonmatí      | Barcelona                     |
| Clube Masculino do Ano                      | Manchester City     | —                             |
| Melhor Treinador do Ano                     | Pep Guardiola       | Manchester City               |
| Melhor Presidente do Ano                    | Khaldoon Al Mubarak | Manchester City               |
| Clube Feminino do Ano                       | Barcelona           | —                             |
| Melhor Jogador do Oriente Médio             | Cristiano Ronaldo   | Al-Nassr                      |
| Jogador emergente de Power House            | Jude Bellingham     | Borussia Dortmund Real Madrid |
| Melhor Meio-campista do Ano                 | Rodri               | Manchester City               |
| Melhor Goleiro do Ano                       | Ederson             | Manchester City               |
| Prêmio de Carreira de Jogador               | Casemiro            | Manchester United             |
| Prêmio de Carreira de Jogador               | John Terry          | —                             |
| Prêmio Maradona de Melhor Artilheiro do Ano | Cristiano Ronaldo   | Al-Nassr                      |
| Melhor Empresário do Ano                    | Jorge Mendes        | —                             |
| Diretor Esportivo do Ano                    | Cristiano Giuntoli  | Napoli Juventus               |
| Prêmio de Carreira de Treinador             | Lionel Scaloni      | Argentina                     |
| Melhor Clube do Oriente Médio               | Al-Ahly             | —                             |

Vencedores dos Prêmios Digitais
- Os vencedores dos Prêmios Digitais de 2023 foram[31]

| Prêmio                                   | Vencedor            |
| ---------------------------------------- | ------------------- |
| Melhor Criador de Vídeo                  | Asgari_freestyle    |
| Melhor jogador de eSports do Ano         | Msdossary7          |
| Melhor Jornalista Digital                | Fabrizio Romano     |
| Melhor Influenciador de Mídia Social     | Alnoufali_7         |
| Série A - Melhor Conteúdo de um Jogador  | Rafael Leão         |
| Série A - Melhor Conteúdo Digital        | Roma                |
| Melhor Empresa de Mídia do Oriente Médio | Saudi Media Company |
| Melhor Academia do Oriente Médio         | ZED                 |

### 2024 – Edição Europa
- Em maio de 2024, foram entregues 14 prêmios na Sardenha, referentes ao ano de 2024 na primeira edição somente para a Europa[32]:

| Prêmio                          | Vencedor              | Equipe              |
| ------------------------------- | --------------------- | ------------------- |
| Melhor Jogador Masculino do Ano | Kylian Mbappé         | Paris Saint-Germain |
| Clube Masculino do Ano          | Manchester City       | —                   |
| Clube Feminino do Ano           | Barcelona             | —                   |
| Melhor Treinador do Ano         | Xabi Alonso           | Bayer Leverkusen    |
| Prêmio de Carreira de Treinador | Luciano Spalletti     | Itália              |
| Prêmio de Carreira de Jogador   | Gianluigi Buffon      | —                   |
| Melhor Treinador Premier League | Mikel Arteta          | Arsenal             |
| Prêmio Revelação                | Atalanta              | —                   |
| Prêmio de Retorno               | Como                  | —                   |
| Prêmio de Liderança no Futebol  | Nasser Al-Khelaïfi    | Paris Saint-Germain |
| Prêmio Especial de Carreira     | Karl-Heinz Rummenigge | —                   |
| Prêmio Especial de Carreira     | Gigi Riva             | —                   |
| Jogador Emergente               | Lamine Yamal          | Barcelona           |
| Prêmio de Esportividade         | Gianluca Pessotto     | —                   |
| Melhor Goleiro do Ano           | Harry Kane            | Bayern de Munique   |

### 2024
- Em dezembro de 2024, foram entregues 21 prêmios em Dubai, referentes ao ano de 2024[31]:

| Prêmio                               | Vencedor             | Equipe         |
| ------------------------------------ | -------------------- | -------------- |
| Melhor Jogador Masculino do Ano      | Vinícius Júnior      | Real Madrid    |
| Melhor Jogadora Feminina do Ano      | Aitana Bonmatí       | Barcelona      |
| Melhor Treinador do Ano              | Carlo Ancelotti      | Real Madrid    |
| Melhor Jogador do Oriente Médio      | Cristiano Ronaldo    | Al-Nassr       |
| Melhor Treinador do Oriente Médio    | Jorge Jesus          | Al-Hilal       |
| Prêmio Revelação do Clube            | Olympiacos           | —              |
| Clube Masculino do Ano               | Real Madrid          | —              |
| Clube Feminino do Ano                | Barcelona            | —              |
| Melhor Meio-campista do Ano          | Jude Bellingham      | Real Madrid    |
| Melhor Atacante do Ano               | Vinícius Júnior      | Real Madrid    |
| Diretor Esportivo do Ano             | Piero Ausilio        | Internazionale |
| Melhor Empresário do Ano             | Jorge Mendes         | —              |
| Melhor Clube do Oriente Médio do Ano | Al Ain               | —              |
| Jogador Emergente                    | Lamine Yamal         | Barcelona      |
| Maior artilheiro de todos os tempos  | Cristiano Ronaldo    | Al-Nassr       |
| Prêmio Maradona                      | Jude Bellingham      | Real Madrid    |
| Prêmio Especial de Carreira          | Florentino Pérez     | Real Madrid    |
| Prêmio Especial de Carreira          | Alessandro Del Piero | —              |
| Prêmio de Carreira de Jogador        | Thibaut Courtois     | Real Madrid    |
| Prêmio de Carreira de Jogador        | Neymar               | Al-Hilal       |
| Prêmio de Carreira de Jogador        | Rio Ferdinand        | —              |

## Prêmios do Século

### Jogador do século XX
Na cerimônia Globe Soccer Awards 2012, a organização decidiu conceder um prêmio especial para reconhecer o melhor jogador do século XX. 
| Prêmio               | Vencedor       | Equipe                                                                                     |
| -------------------- | -------------- | ------------------------------------------------------------------------------------------ |
| Jogador do Século XX | Diego Maradona | Argentinos Juniors/ Boca Juniors/ Barcelona/ Napoli/ Sevilla/ Newell's Old Boys/ Argentina |

### Prêmios do século XXI
Da mesma forma, na cerimônia de premiação Globe Soccer 2020, a organização decidiu conceder simultaneamente uma série de prêmios especiais conhecidos como Prêmios do Século XXI, que buscam reconhecer as figuras mais importantes do futebol no período 2001–2020. A cerimónia de entrega de prémios contou com a presença de diferentes personalidades ligadas ao mundo do futebol, em que se destaca o presidente da FIFA Gianni Infantino que proferiu um discurso na conferência.
| Prêmio                   | Vencedor          | Equipe                                                       |
| ------------------------ | ----------------- | ------------------------------------------------------------ |
| Jogador do Século XXI    | Cristiano Ronaldo | Sporting/ Manchester United/ Real Madrid/ Juventus/ Portugal |
| Treinador do Século XXI  | Pep Guardiola     | Barcelona/ Bayern de Munique/ Manchester City                |
| Clube do Século XXI      | Real Madrid       | —                                                            |
| Empresário do Século XXI | Jorge Mendes      | —                                                            |

## Prêmio de Melhor Empresário do Ano

### Por ano
| Ano  | Empresário          |
| ---- | ------------------- |
| 2010 | Jorge Mendes        |
| 2011 | Jorge Mendes (2)    |
| 2012 | Jorge Mendes (3)    |
| 2013 | Jorge Mendes (4)    |
| 2014 | Jorge Mendes (5)    |
| 2015 | Jorge Mendes (6)    |
| 2016 | Mino Raiola         |
| 2017 | Jorge Mendes (7)    |
| 2018 | Jorge Mendes (8)    |
| 2019 | Jorge Mendes (9)    |
| 2021 | Federico Pastorello |
| 2022 | Jorge Mendes (10)   |
| 2023 | Jorge Mendes (11)   |
| 2024 | Jorge Mendes (12)   |

### Por empresário
| Classificação | Empresário          | Vitórias |
| ------------- | ------------------- | -------- |
| 1             | Jorge Mendes        | 12       |
| 2             | Mino Raiola         | 1        |
| 2             | Federico Pastorello | 1        |

## Prêmio de Melhor Jogador do Ano

### Por ano masculino
| Ano           | Jogador               | Clube                 |
| ------------- | --------------------- | --------------------- |
| 2011          | Cristiano Ronaldo     | Real Madrid           |
| 2012          | Radamel Falcao        | Atlético de Madrid    |
| 2013          | Franck Ribéry         | Bayern de Munique     |
| 2014          | Cristiano Ronaldo (2) | Real Madrid           |
| 2015          | Lionel Messi          | Barcelona             |
| 2016          | Cristiano Ronaldo (3) | Real Madrid           |
| 2017          | Cristiano Ronaldo (4) | Real Madrid           |
| 2018          | Cristiano Ronaldo (5) | Real Madrid/ Juventus |
| 2019          | Cristiano Ronaldo (6) | Juventus              |
| 2020          | Robert Lewandowski    | Bayern de Munique     |
| 2021          | Kylian Mbappé         | Paris Saint-Germain   |
| 2022          | Karim Benzema         | Real Madrid           |
| 2023          | Erling Haaland        | Manchester City       |
| 2024 (Europa) | Kylian Mbappé (2)     | Paris Saint-Germain   |
| 2024          | Vinícius Júnior       | Real Madrid           |

### Por jogador masculino
| Classificação | Jogador            | Vitórias |
| ------------- | ------------------ | -------- |
| 1             | Cristiano Ronaldo  | 6        |
| 2             | Kylian Mbappé      | 2        |
| 3             | Radamel Falcao     | 1        |
| 3             | Franck Ribéry      | 1        |
| 3             | Lionel Messi       | 1        |
| 3             | Robert Lewandowski | 1        |
| 3             | Karim Benzema      | 1        |
| 3             | Erling Haaland     | 1        |
| 3             | Vinícius Júnior    | 1        |

### Por ano feminino
| Ano  | Jogadora            | Clube     |
| ---- | ------------------- | --------- |
| 2019 | Lucy Bronze         | Lyon      |
| 2021 | Alexia Putellas     | Barcelona |
| 2022 | Alexia Putellas (2) | Barcelona |
| 2023 | Aitana Bonmatí      | Barcelona |
| 2024 | Aitana Bonmatí (2)  | Barcelona |

### Por jogadora
| Classificação | Jogadora        | Vitórias |
| ------------- | --------------- | -------- |
| 1             | Alexia Putellas | 2        |
| 1             | Aitana Bonmatí  | 2        |
| 2             | Lucy Bronze     | 1        |

## Prêmio de Melhor Treinador do Ano

### Por ano
| Ano           | Treinador           | Clube             |
| ------------- | ------------------- | ----------------- |
| 2012          | José Mourinho       | Real Madrid       |
| 2013          | Antonio Conte       | Juventus          |
| 2014          | Carlo Ancelotti     | Real Madrid       |
| 2015          | Marc Wilmots        | Bélgica           |
| 2016          | Fernando Santos     | Portugal          |
| 2017          | Zinedine Zidane     | Real Madrid       |
| 2018          | Didier Deschamps    | França            |
| 2019          | Jürgen Klopp        | Liverpool         |
| 2020          | Hansi Flick         | Bayern de Munique |
| 2021          | Roberto Mancini     | Itália            |
| 2022          | Carlo Ancelotti (2) | Real Madrid       |
| 2023          | Pep Guardiola       | Manchester City   |
| 2024 (Europa) | Xabi Alonso         | Bayer Leverkusen  |
| 2024          | Carlo Ancelotti (3) | Real Madrid       |

### Por treinador
| Classificação | Treinador        | Vitórias |
| ------------- | ---------------- | -------- |
| 1             | Carlo Ancelotti  | 3        |
| 2             | José Mourinho    | 1        |
| 2             | Antonio Conte    | 1        |
| 2             | Marc Wilmots     | 1        |
| 2             | Fernando Santos  | 1        |
| 2             | Zinedine Zidane  | 1        |
| 2             | Didier Deschamps | 1        |
| 2             | Jürgen Klopp     | 1        |
| 2             | Hansi Flick      | 1        |
| 2             | Roberto Mancini  | 1        |
| 2             | Pep Guardiola    | 1        |
| 2             | Xabi Alonso      | 1        |

## Prêmio de Melhor Clube do Ano

### Por ano masculino
| Ano           | Clube                  |
| ------------- | ---------------------- |
| 2011          | Barcelona              |
| 2012          | Atlético de Madrid     |
| 2013          | Bayern de Munique      |
| 2014          | Real Madrid            |
| 2015          | Barcelona (2)          |
| 2016          | Real Madrid (2)        |
| 2017          | Real Madrid (3)        |
| 2018          | Atlético de Madrid (2) |
| 2019          | Liverpool              |
| 2020          | Bayern de Munique (2)  |
| 2021          | Chelsea                |
| 2022          | Real Madrid (4)        |
| 2023          | Manchester City        |
| 2024 (Europa) | Manchester City (2)    |
| 2024          | Real Madrid (5)        |

### Por equipe masculina
| Classificação | Clube              | Vitórias |
| ------------- | ------------------ | -------- |
| 1             | Real Madrid        | 5        |
| 2             | Barcelona          | 2        |
| 2             | Atlético de Madrid | 2        |
| 2             | Bayern de Munique  | 2        |
| 2             | Manchester City    | 2        |
| 3             | Liverpool          | 1        |
| 3             | Chelsea            | 1        |

### Por ano feminino
| Ano           | Clube         |
| ------------- | ------------- |
| 2021          | Barcelona     |
| 2022          | Lyon          |
| 2023          | Barcelona (2) |
| 2024 (Europa) | Barcelona (3) |
| 2024          | Barcelona (4) |

### Por equipe feminina
| Classificação | Clube     | Vitórias |
| ------------- | --------- | -------- |
| 1             | Barcelona | 4        |
| 2             | Lyon      | 1        |

## Prêmio de Melhor Goleiro do Ano

### Por ano
| Ano  | Jogador              | Clube                      |
| ---- | -------------------- | -------------------------- |
| 2018 | Alisson              | Roma/ Liverpool            |
| 2019 | Alisson              | Liverpool                  |
| 2021 | Gianluigi Donnarumma | Milan/ Paris Saint-Germain |
| 2023 | Ederson              | Manchester City            |
| 2024 | Thibaut Courtois     | Real Madrid                |

### Por jogador
| Classificação | Jogador              | Vitórias |
| ------------- | -------------------- | -------- |
| 1             | Alisson              | 2        |
| 2             | Gianluigi Donnarumma | 1        |
| 2             | Ederson              | 1        |
| 2             | Thibaut Courtois     | 1        |